# 福州院校列表
清末，福州開埠，城內因而出現創辦新學的浪潮。1848年，美國基督教公理會在保福山教堂設立附屬學塾，開啟了福州教會學校的歷史，促使福州成為中國最早興辦近代教育的城市之一。
此後，文山女中、陶淑女中、華南女子中學、鶴齡英華書院等教會中等學校相繼成立，很多近現代的著名學者、官員和社會人士都畢業於這些教會學校或官辦新學。幼稚園也於清末在福州出現。
而福州高等教育，則始於1902年創建的全閩大學堂。至1911年，包括教會大學在內，福州有5所高等學府。民國時期，福州高等教育繼續發展，到了1949年，共有7所高等院校。
現今福州學校多源自近代學校，為使各位能深入了解，本頁面列出福州院校列表。

## 普通高等學校
福州高等教育可以追溯到1898年成立的福州東文學堂，肇始於1902年創建的全閩大學堂。至清朝結束前夕（1911年），包括教會大學在內，福州有5所高等學府。民國時期，福州高等教育繼續發展，至1949年，共有7所高等院校。
福州現有普通高等學校19所（含3所大學獨立學院）。其中，私立普通高校8所（含3所大學獨立學院）、公立普通高校11所。公立普通高校中，省部共建本科高校5所，一般省屬高校6所。
此外，福州市境內亦有兩所外地高校的分校或校區及兩所外地高校的研究系所，另有三所外地高校的校區籌建、擬建中。
下面為各位列出現存的福州本科普通高等院校：

### 省部共建高校
- 福州大学
- 福建师范大学
- 福建农林大学
- 福建医科大学
- 福建中医药大学

### 一般省屬高校
- 福建理工大学
- 福建江夏学院
- 福建商学院
- 福建警察学院
- 福建技术师范学院
- 闽江学院

### 外地高校校區
- 中国科学院大学福建学院
- 天津大学福州国际联合学院
- 中國人民大學福州研究院
- 廈門大學平潭研究院
- 復旦大學醫學研究所福建校區（籌建）
- 東南大學福州校區（籌建）
- 廈門大學福州校區（擬新建）

### 大學獨立學院
- 福州大学至诚学院
- 福建师范大学协和学院
- 福建农林大学金山学院

### 私立普通高校
- 阳光学院
- 福州工商学院
- 福州理工学院
- 福州外语外贸学院
- 福耀科技大學

## 高等專科學校
福州專科教育始於大清同治五年（西元1866年）船政大臣沈葆禎於馬尾港所設的海軍學院，1867年改名為「船政學堂」，開展造船、航海教育。其後，多所學校亦開設專科教育，亦有不少專科學校開辦。
1912年，民國肇始。在1949年被中國共產黨接管之前，福州亦有不少專科學校，專科教育成果豐碩：1937年成立「福建省立醫學專科學校」、1940年成立「福建省立農學專科學校」、「福建省立音樂專科學校」（1942年改國立，中共接管後被併入中央音樂學院華東分院，乃今上海音樂學院前身之一）、1941年成立「福建省立師範專科學校」。
今之高等專科學校，多以上述院校為基礎，為讓各位深入了解，下面列出現存的福州高等專科學校：

### 公立高等專科
- 福州职业技术学院
- 福建船政交通职业学院
- 福建农业职业技术学院
- 福建信息职业技术学院
- 福建卫生职业技术学院
- 福建生物工程职业技术学院
- 福建艺术职业学院
- 福建幼儿师范高等专科学校
- 福建体育职业技术学院
- 闽江师范高等专科学校

### 私立高等專科
- 福州英华职业学院
- 福州科技职业技术学院
- 福州黎明职业技术学院
- 福州软件职业技术学院
- 福建华南女子职业学院

### 中外合辦高專
- 福州墨尔本理工职业学院

## 成人高等學校
- 福建开放大学
- 福建教育学院

## 高级中等學校
福州近現代中等教育始於1848年，美國基督教公理會在保福山（即 吉祥山）教堂設立附屬學塾。教會學校的創辦，使許多福州女性開始有了接受正規教育的機會。此後，文山女子中學、陶淑女子中學、華南女子中學、鶴齡英華書院等教會中等學校相繼成立，影響不斷擴大，教會學校的生源也由早期的社會中下層為主發展到民國時期的中上階層為主。
福州現今之高級中學，依省政府之等級查核分有三類，其中福建省一级达标高中31所（民間俗稱「一類校」）、福建省二级达标高中26所（民間俗稱「二類校」）、福建省三级达标高中22所（民間俗稱「三類校」），剩餘未評級學校共25所 。

### 一级达标高中
截至目前，福州市域（包含平潭，但暫不包括馬祖）的福建省一級達標高中共31所（已評級的私立中學不在列表內，詳見私立高級中學部分）。其中，福建省屬高中3所、福州市屬及六城區屬高中16所、各縣屬高中共12所。
下面列出現存的福州一級達標高中：

#### 福建省屬
- 福州第一中學
- 福建师范大学附属中学
- 福建师范大学附属福清德旺中学[4]

#### 市屬及區屬
- 福州第二中學
- 福州第三中學
- 福州第四中學
- 福州格致中學
- 福州第七中學
- 福州第八中學
- 福州外国语学校
- 福州第十一中學
- 福州第十八中學
- 福州高級中學
- 福州屏東中學
- 福州华侨中学
- 福州金山中学
- 馬尾第一中學
- 長樂第一中學
- 长乐华侨中学

#### 福清縣屬
- 福清第一中學
- 福清第二中学
- 福清第三中学
- 福清华侨中学

#### 閩侯縣屬
- 闽侯第一中学

#### 閩清縣屬
- 闽清第一中学

#### 永泰縣屬
- 永泰第一中學

#### 連江縣屬
- 连江第一中学
- 连江尚德中学
- 连江黄如论中学

#### 羅源縣屬
- 罗源第一中学

#### 平潭縣屬
- 平潭第一中学

### 二級達標高中
截至目前，福州市域（包含平潭，但暫不包括馬祖）的福建省二級達標高中共26所（已評級的私立中學不計入且不在列表內，詳見私立高級中學部分）。其中，福建省屬高中1所、福州市屬及六城區屬高中14所、各縣屬高中共11所。
下面列出現存的福州二級達標高中：

#### 福建省屬
- 福建師範大學平潭附屬中學

#### 市屬及區屬
- 福州銅盤中學高中部
- 福州第四十中學高中部
- 福州格致中學鼓山校區高中部
- 福州第十五中學高中部
- 福州教育學院附屬中學高中部
- 福州教育學院第二附屬中學高中部
- 閩江學院附屬中學高中部
- 福州第十中學高中部
- 福州延安中學高中部
- 福州鼓山中學高中部
- 福州亭江中學高中部
- 長樂高級中學
- 長樂第二中學高中部
- 長樂第七中學高中部

#### 永泰縣屬
- 永泰第二中學高中部
- 永泰第三中學高中部

#### 連江縣屬
- 連江文筆中學高中部

#### 閩侯縣屬
- 閩侯第二中學高中部
- 閩侯第三中學高中部
- 闽侯第四中学高中部[5]

#### 福清市屬
- 福清融城中學高中部
- 福清元洪高級中學高中部

#### 羅源縣屬
- 福州民族中學

#### 閩清縣屬
- 閩清高級中學

#### 平潭縣屬
- 平潭城關中學高中部

### 三級達標高中
截至目前，福州市域（包含平潭，但暫不包括馬祖）的福建省二級達標高中共22所（已評級的私立中學不在列表內，詳見私立高級中學部分）。其中，福州市屬及六城區屬高中3所、各縣屬高中共19所。
下面列出現存的福州三級達標高中：

#### 市屬及區屬
- 福州城门中学高中部
- 長樂第五中學高中部
- 长乐第六中学高中部[5]

#### 閩侯縣屬
- 闽侯第八中学高中部
- 闽侯第六中学高中部

#### 連江縣屬
- 连江第二中学高中部
- 连江第五中学高中部
- 连江华侨中学高中部

#### 羅源縣屬
- 罗源第二中学高中部

#### 閩清縣屬
- 闽清第二中學

#### 永泰縣屬
- 永泰城关中学高中部

#### 福清市屬
- 福清虞阳中学高中部
- 福清元载中学高中部
- 福清龙西中学高中部
- 福清康辉中学高中部
- 福清海口中学高中部
- 福清三山中学高中部
- 福清东张中学
- 福清洪宽中学高中部
- 福清宏路中学高中部
- 福清港头中学高中部

### 未評級之高中

#### 福州市屬
- 清華大學附屬中學福州学校

#### 長樂區屬
- 長樂第四中學高中部

### 私立高級中學
截至目前，福州市域（包含平潭，但暫不包括馬祖）的私立高級中學共23所。其中，福州市轄高中17所、高新區轄高中共2所、福清市轄高中4所。
下面列出現存的福州私立高級中學：

#### 市教局轄
- 福州文博中學高中部
- 福州黎明中學高中部
- 福州左海學校高中部
- 福州超德中學高中部
- 福州陽光實驗學校高中部
- 福州華威高級中學
- 閩江涵雅藝術實驗高中
- 福州恆一高級中學
- 福州青鳥北附高級中學
- 至一華倫高級中學
- 福州市賽德文高級中學
- 福州市星紀園高中
- 福外高級中學
- 福州卓壹高級中學
- 福州樹德學校
- 福州市新啟明學校
- 福州三状元高级中学

#### 高新區轄
- 福州耀華高級中學
- 福州輔仁學校

#### 福清市轄
- 福清西山學校
- 福清京師高級中學
- 福州市書生實驗學校
- 福清市文光高级中学

### 綜合高中班
西元20世紀70-90年代，由於中國大陸盛行鐵飯碗、包分配之風，諸多中等專科學校興辦起來，而諸多完全中學的高中部亦改建為中等專科學校。
但隨著千禧年代後學歷的大量需要和學歷貶值，高中再度興辦起來，諸多由完中高中部轉設而成的中等專科學校被迫與初中部切割。為解決這個困境，2024年起福州市教育局批准中等專科學校設立綜合高中班。
下面列出福州目前開設的綜合高中班：
- 福建工贸学校综合高中班
- 福建经济学校综合高中班
- 福州财政金融职业中专学校综合高中班
- 福州商贸职业中专学校综合高中班
- 福州文教职业中专学校综合高中艺术特色班
- 福州机电工程职业技术学校综合高中班
- 长乐职业中专学校综合高中班
- 长乐职业中专学校综合高中体艺特色班
- 闽侯职业中专学校综合高中班
- 闽侯县美术中等职业学校综合高中班
- 连江县职业中专学校综合高中班
- 罗源县高级职业中学综合高中班
- 闽清职业中专学校综合高中班
- 永泰城乡职业建设中专学校综合高中班

## 中等專科學校
西元20世紀70-90年代，由於中國大陸盛行鐵飯碗、包分配之風，諸多中等專科學校興辦起來，而諸多完全中學的高中部亦改建為中等專科學校。
但隨著千禧年代後學歷的大量需要和學歷貶值，高中再度興辦起來，諸多由完中高中部轉設而成的中等專科學校被迫與初中部切割。
下面列出現存的福州中等專科學校：

### 福建省立
- 福建工业学校
- 福建理工学校
- 福建建築學校
- 福建郵電學校
- 福建經濟學校
- 福建商貿學校
- 福建工贸学校
- 福建经贸学校
- 福建民政学校
- 福建航运学校
- 福建技師學院
- 福建铁路机电学校
- 福建第二輕工業學校
- 福建海洋职业技术学校
- 福建交通职业技术学校
- 福建省船舶工程技术学校
- 福建省第二高级技工学校
- 福建省农业广播电视学校
- 福建生态工程职业技术学校

### 福州市立
- 福州建筑工程职业中专学校（原福州第六中學高中部）
- 福州财政金融职业中专学校（原福州第十三中學高中部）
- 福州旅游职业中专学校（原福州第十六中學高中部）
- 福州机电工程职业技术学校（原福州第十七中學高中部、福州第二十五中學高中部）
- 福州商贸职业中专学校（原福州第二十二中學高中部）
- 福州文教职业中专学校（原福州第二十三中學高中部）
- 福州经济技术开发区职业中专学校（原福州第二十四中學高中部）
- 福州环保职业中专学校（原福州第二十九中學高中部）
  - 福州环保职业中专学校跨洋校区（原福州跨洋中等職業學校，由福州十二中高中部轉設）
- 福州对外贸易职业中专学校（原福州第十四中學高中部，後福州商務職高併入）
- 福州盲校
- 福州艺术学校（現為閩江師範高等專科學校附屬學校）
- 福州聋哑学校
- 福州体育运动学校
- 福州第一技师学院
- 福州第二技师学院

### 長樂區立
- 长乐职业中专学校

### 閩侯縣立
- 闽侯縣職業中專學校（原閩侯縣第五中學）
- 闽侯县美术中等职业学校

### 閩清縣立
- 闽清职业中专学校

### 永泰縣立
- 永泰城乡建设职业中专学校

### 連江縣立
- 连江职业中等专业学校

### 羅源縣立
- 罗源县高级职业中学

### 福清市立
- 福建技术师范学院附属龙华职业技术学校

### 私立中專
- 福清三华职业技术学校
- 福清西山职业技术学校
- 福清智铭职业技术学校
- 福州市旅游技术学校
- 福建中华技师学院
- 福建省飞毛腿技师学院
- 福建省闽江职业技术学校
- 福建省新华技术学校
- 福建财茂工业技术学校
- 福建省新东方技工学校
- 福州市华帜技工学校
- 福州市国融技工学校
- 福建省东南技术学校

## 初級中等學校
福州之初級中學多為完全中學之初中部，亦有因完中時期之高中部轉設中等專科學校或獨立的初級中學。因西元20世紀90年代優質高中停辦初中部、優質初中停辦高中部，許多優質高中便私辦私立初中，如福州第一中學創辦的福州三牧中學系列學校、福州第三中學創辦的福州立志中學、福建師範大學附屬中學創辦的福州時代中學等等。
後優質高中複辦初中部、私立初中採取搖號政策，加之私立初中轉設為公立學校初中部，私立初中漸漸沒落，不少由優質公立高中創辦的私立初中漸漸與優質公立高中脫鉤，不再有所關聯。
下面列出現存的福州初級中等學校：

### 福建省立
- 福州市第一中學初中部
- 福建師範大學附屬中學初中部（原福州時代中學）
- 福建師範大學平潭附屬中學初中部

### 福州市立
- 福州市第三中學晉安校區
- 福州市第三中學羅源校區初中部
- 福州市第四中學橘園洲中學
- 福州格致中学保福校區
- 福州格致中学鼓山校区初中部
- 福州市第六中學
- 福州市第八中學初中部
- 福州外国语学校初中部
- 福州市第十一中學初中部
- 福州市第十六中學
- 福州市第十八中學初中部
- 福州市第十九中學
- 福州市第十九中學濱海校區
- 福州市第二十二中學
- 福州市第二十五中學初中部
- 福州高級中學初中部
- 福州教育学院附属中学初中部
- 福州教育学院第二附属中学初中部
- 闽江学院附属中学初中部
- 福州华侨中学初中部
- 福州江南水都中学（原福州八中江南水都校區）初中部
- 福州銅盤中学初中部
- 福州金山中学初中部
- 福州屏东中学初中部
- 福州屏东中学屏北分校
- 福州屏東中學軟件園辦學點（臨時）
- 福州濱海實驗學校初中部
- 清华大學附屬中學福州学校初中部

### 鼓樓區立
- 福州延安中學教育集團初中部
- 福州楊橋中學初中部

### 臺江區立
- 福州第十四中學
- 福州第十五中學初中部
- 福州第三十六中學
  - 福州第三十六中學荷塘校區（原福州第三十一中學）
- 福州鼇峯學校（原福州第三十四中學、福州八中鼇峯初級中學與福州第三十八中合併成立）

### 倉山區立
- 福州紅山中學
- 福州螺洲中學
- 福州永南中學
- 福州盤嶼中學
- 福州第十二中學
- 福州第二十一中學
- 福州第二十九中學
- 福州第三十中學
- 福州第三十九中學
- 福州第四十中學
- 福州城門中學初中部
- 福州高蓋山實驗學校初中部（原福州蓋山中學）
  - 福州倉山實驗中學（原福州第四十中学凤岗里分校）
  - 福州倉山實驗中學金山分校（原福州第四十中学金山分校）
- 福州仓山金港湾实验学校（原倉山七期中學）

### 晉安區立
- 福州北峯中學
- 福州鼓山中学
- 福州則徐中學
  - 福州則徐中學桂湖校區初中部
- 福州第七中學初中部
  - 福州七中琴亭校区
  - 福州七中主题校区
- 福州第二十中學（福建開放大學附屬中學）
  - 福建開放大學附屬中學鱔溪學校
- 福州象峰學校
  - 福州象峰學校二部
- 福州橫嶼學校
- 福州第三十二中學
- 福州秀山初级中学
- 福州宦溪初級中學
- 福州第十中學初中部

### 馬尾區立
- 馬尾第二中學
- 福州江濱中學
  - 福州快安學校（福州江濱中學快安校區）
- 福州第二十四中學
- 福州金砂初級中學
- 福州海雲初級中學
- 馬尾第一中學初中部
- 福州亭江中學初中部
- 福州瑯岐中學初中部

### 長樂區立
- 長樂第一中學首佔校區
- 長樂第二中學初中部
- 長樂第三中學初中部
- 長樂第四中學初中部
- 长乐第五中学初中部
- 長樂第六中學初中部
- 長樂第七中學初中部
- 長樂華僑中學初中部
- 長樂城關中學
- 長樂朝陽中學
- 長樂吳航中學
- 長樂航城中學
- 長樂琅峰中学
- 長樂鶴上中學
- 長樂文嶺中學
- 長樂文武砂初級中学

### 閩侯縣立
- 閩侯曇石山中學（閩侯第一中學初中部）
- 閩侯實驗中學（原閩侯第一中學初中部）
- 閩侯第二中學初中部
- 閩侯第三中學初中部
- 閩侯第四中學初中部
- 閩侯第六中學初中部
- 閩侯第八中學初中部
- 閩侯鴻尾中學
- 閩侯大義中學
- 閩侯七里学校
- 閩侯洋里中学
- 閩侯廷坪中学
- 閩侯大湖中学
- 閩侯小箬初級中学
- 閩侯罗桥初級中学
- 閩侯上街实验学校（加掛「福州大學附屬上街實驗學校」牌子）
- 閩侯竹岐初級中学
- 閩侯白沙初級中學
- 閩侯荊溪初級中學
- 閩侯尚幹初級中學
- 閩侯青圃初級中學
- 閩侯祥謙初級中學
- 閩侯虎峯初級中學
- 閩侯關源初級中學
- 闽侯教师进修学校附属中学

### 平潭縣立
- 平潭第一中學初中部
  - 嵐城校區
  - 北街校區
- 平潭城關中學初中部
  - 本部
  - 强兴校区
- 平潭城南學校
  - 本部
  - 龙南校區

### 私立初中

#### 市教局轄
- 福州時代華威中學（與福建師大附中聯合舉辦）
- 福州三牧中學（福州一中自辦）
- 福州立志中學（原與福州三中聯合舉辦）
- 福州日昇中學初中部（與福州四中聯合舉辦）
- 福州華倫中學初中部（原與福州八中聯合舉辦）
- 福州現代中學初中部（與福州八中聯合舉辦）
- 福州超德中学初中部（原與福州高級中學聯合舉辦）
- 福州雙安中學（與福州十一中聯合舉辦）
- 馬尾三牧中學（福州一中自辦）
- 福州黎明中學初中部
- 福州文博中學初中部
- 福州左海學校初中部
- 福州中加學校初中部
- 福州云开学校初中部
- 福州陽光實驗學校初中部
- 福州華南實驗中學

#### 閩侯縣轄
- 閩侯淘江中學
- 閩侯英才學校初中部
- 閩侯東南學校

#### 平潭縣轄
- 平潭岚华中学
- 平潭翰英中学
- 平潭新世纪学校初中部
- 平潭赛尔双语学校